# Barletta
Barlettaⓘ – miasto i gmina we Włoszech, w regionie Apulia, w prowincji Barletta-Andria-Trani. Według danych na styczeń 2009 gminę zamieszkiwało 94 089 osób przy gęstości zaludnienia 640,5 os./1 km².
W miejscowości znajduje się stacja kolejowa Barletta.
W Barletcie urodziła się Veronica Inglese, włoska lekkoatletka, biegaczka długodystansowa.

## Miasta partnerskie
- Herceg Novi, Czarnogóra